# Maria Charlotta Elgström
Maria Charlotta Elgström, född Berger 1805, död 24 maj 1871 i Stockholm, var en svensk målare. Hon var gift med sekreteraren i Krigshovrätten Johan Jacob Elgström. Hon medverkade i konstutställningar i Stockholm med tavlor utförda i gouache.